# Elżbieta Skórska
Elżbieta Maria Skórska z domu Piech (ur. 15 lipca 1957  we Wrocławiu) – polska profesor nauk rolniczych, specjalistka w zakresie biofizyki roślin, nauczyciel akademicki.

## Życiorys
Elżbieta Skórska po maturze zdanej w 1976 w V Liceum Ogólnokształcącym im. Adama Asnyka w Szczecinie studiowała fizykę doświadczalną na Wydziale Matematyki, Fizyki i Chemii Uniwersytetu Wrocławskiego. Pracę magisterską Dozymetria egzoemisyjna jonów dodatnich napisaną w Zakładzie Kriofizyki Ciała Stałego pod kierunkiem prof. dra hab. Bogdana Sujaka obroniła w maju 1981, uzyskując dyplom magistra fizyki doświadczalnej. Stopień doktora nauk rolniczych uzyskała w 1989 po obronie dysertacji Zastosowanie chemiluminescencji do badania utleniania wybranych substancji lipidowych, napisanej pod kierunkiem prof. dr hab. Anny Kołakowskiej na Wydziale Rybactwa Morskiego i Technologii Żywności Akademii Rolniczej w Szczecinie. W 2000 otrzymała stopień doktora habilitowanego nauk rolniczych w dyscyplinie agronomii o specjalności fizjologia roślin na podstawie rozprawy habilitacyjnej Reakcja wybranych roślin uprawnych na promieniowanie UV-B, dorobku naukowo-dydaktycznego oraz kolokwium habilitacyjnego przed Radą Wydziału Rolniczego Szkoły Głównej Gospodarstwa Wiejskiego w Warszawie. Tytuł profesora nauk rolniczych odebrała 17 listopada 2009 w Pałacu Prezydenckim w Warszawie (nominacja 17 czerwca 2009). W 2012 ukończyła studia podyplomowe „Zarządzanie projektami informatycznymi” w Zachodniopomorskiej Szkole Biznesu w Szczecinie. 
Od 1 października 2023 jest na emeryturze – zajmuje się m.in. redakcją haseł w Wikipedii oraz w Encyklopedii Pomorza Zachodniego pomeranica.pl, a także aktywnie działa w Googlemaps, gdzie jest lokalnym przewodnikiem na poziomie 8.

## Praca naukowo-dydaktyczna
Bezpośrednio po studiach w 1981 rozpoczęła pracę jako pracownik naukowo-dydaktyczny w Zakładzie Fizyki Akademii Rolniczej w Szczecinie. Z uczelnią tą (od 2009 z połączenia Akademii Rolniczej i Politechniki Szczecińskiej powstał Zachodniopomorski Uniwersytet Technologiczny w Szczecinie) była związana przez całe życie zawodowe aż do przejścia na emeryturę w październiku 2023. W latach 2003–2018 była zatrudniona na stanowisku profesora nadzwyczajnego w Katedrze Fizyki i Agrofizyki. Od 2019 do 2023 pracowała na stanowisku profesora. Była senatorem Akademii Rolniczej w Szczecinie w latach 2005–2008, a następnie Zachodniopomorskiego Uniwersytetu Technologicznego w latach 2009–2012. Należała do Rady Wydziału Kształtowania Środowiska i Rolnictwa (2001-2019), a także do Rady Dyscypliny Naukowej rolnictwo i ogrodnictwo (2019-2023).
Wykładowca wielu przedmiotów według własnych autorskich programów. W latach 1995–2000 prowadziła wykłady i ćwiczenia z przedmiotu Zastosowania techniki komputerowej w badaniach naukowych dla słuchaczy Międzywydziałowego Studium Doktoranckiego. Od roku 1993 prowadziła wykłady i ćwiczenia z informatyki oraz technologii informacyjnej dla studentów kierunków ogrodnictwo, rolnictwo, gospodarka przestrzenna, architektura krajobrazu, ochrona środowiska, uprawa winorośli i winiarstwo. W latach 2002–2023 na Wydziale Nauk o Żywności i Rybactwa wykładała fizykę z elementami biofizyki na studiach stacjonarnych i niestacjonarnych na kierunkach towaroznawstwo, technologia żywności i żywienie człowieka, mikrobiologia stosowana oraz zarządzanie bezpieczeństwem i jakością żywności. Ponadto realizowała ćwiczenia laboratoryjne z fizyki, biofizyki i agrofizyki dla studentów kierunków rolnictwo, rybactwo morskie, technika rolnicza i zootechnika. Opracowała program i prowadziła zajęcia z przedmiotu podstawy fotobiologii dla studentów ogrodnictwa. Zainicjowała studia inżynierskie na kierunku gospodarka przestrzenna, przewodniczyła radzie programowej tego kierunku w latach 2010–2019.
Wypromowała dwóch doktorów nauk rolniczych w zakresie agronomii, a także kilkunastu magistrów ochrony środowiska, rolnictwa i biotechnologii. Recenzowała kilka rozpraw doktorskich, przewód habilitacyjny, wniosek o tytuł profesora oraz wiele artykułów naukowych oraz projektów badawczych.
Należała do kilku stowarzyszeń naukowych: Polskiego Towarzystwa Biofizycznego (1983-2004; przewodnicząca Oddziału Szczecińskiego 1998-2004), Polskiego Towarzystwa Botanicznego (1998-2011), Oddziału Szczecińskiego Polskiego Towarzystwa Agrofizycznego (od 2003-2018) oraz Szczecińskiego Towarzystwa Naukowego (od 2004-2020). W latach 2011–2019 była członkiem Polskiego Towarzystwa Przyrodników im. Kopernika, w którym pełniła funkcję zastępcy prezesa Oddziału Szczecińskiego. W latach 2010–2014 należała do Komitetu Zarządzającego Akcji COST FA0906 UV-B radiation: A Specific Regulator of Plant Growth and Food Quality in a Changing Climate (UV4Growth).

## Wybrane publikacje
Elżbieta Skórska jest autorką i współautorką kilkuset publikacji i artykułów naukowych, materiałów z krajowych i zagranicznych konferencji naukowych, a także podręczników, zbiorów ćwiczeń oraz materiałów dydaktycznych dla studentów. Publikuje w czasopismach krajowych i zagranicznych, m.in. w: Acta Agrophysica, Acta Agrobotanica, Acta Physiologiae Plantarum, Bulletin of Environmental Contamination and Toxicology, Weed Science, Bulletin of the Polish Academy of Science. Jest także współautorką patentu.
- Influence of buthidazole, diuron and atrazine on some light reactions of photosynthesis. „Weed Sci.” 1983, 31, s. 879–883 (wsp. R.M. Devlin, A.J. Murkowski, I.I. Zbieć, S. Karczmarczyk)[13]
- Application of luminescence method for estimation of herbicide phytotoxicity. „Acta Agrobotanica” 1985, 38 (1), s. 33–39 (wsp. Stanisław Gwizdek, Antoni Murkowski)[14]
- Photosynthetic luminescence detection as the quick test of chilling resistance of cucumber plants. „Hodowla Roślin, Aklimatyzacja i Nasiennictwo” 1988, 32(1/2), s. 285–289 (wsp. Antoni Murkowski)
- The application of the luminescence method to evaluation of wheat and rape susceptibility to certain herbicides. „Hodowla Roślin, Aklimatyzacja i Nasiennictwo” 1988, 32(1/2), s. 171–174 (wsp. Antoni Murkowski)
- System operacyjny DR DOS 6.0. Wyd. ESOFT, Szczecin 1992 (wyd. I i II uzup.) (wsp. Bożena Piech)
- Edytor tekstu AMI PRO. Wyd. ESOFT, Szczecin 1992
- System operacyjny MS DOS 6.0. Wyd. ESOFT, Szczecin 1993
- Reakcja liści rzepaku na promieniowanie ultrafioletowe UV-B.”Rośliny Oleiste 1996, 16(1), s.287–292
- Application of luminescence for quality evaluation of various in vitro regenerated strawberry. „Acta Physiologiae Plantarum” 1998, 20(4), s.465–470 (wsp. Antoni Murkowski, Grzegorz Bartoszewski)[15]
- Reakcja wybranych roślin uprawnych na promieniowanie UV-B. Rozprawy nr 192, Akademia Rolnicza w Szczecinie, Szczecin 2000. ISSN 0239-6467
- Zastosowanie metod chemiluminescencyjnych do badania procesów utleniania olejów roślinnych. Zastosowanie fizyki w naukach rolniczych cz. II. Acta Agrophysica. Rozprawy i Monografie 2003, 93, s. 55–65 (wsp. Antoni Murkowski)[16]
- Chlorophyll fluorescence as indicator of chill and light stress in cucumber plants from in vitro culture during acclimatisation. „Zesz. Probl. Post. Nauk Roln.” 2004, 496, s.167–173 (wsp. Antoni Murkowski)
- Fizyka w zadaniach. Wyd. AR w Szczecinie, Szczecin 2005. ISBN 83-7317-090-1[17]
- Ćwiczenia laboratoryjne z fizyki pod redakcją Elżbiety Skórskiej. Wyd. Uczelniane Zachodniopomorskiego Uniwersytetu Technologicznego w Szczecinie, Szczecin 2009. ISBN 978-83-7553-004-5[18]
- Rozwój infrastruktury rowerowej w Szczecinie na tle innych polskich miast. „Studia Komitetu Przestrzennego Zagospodarowania Kraju PAN” 142 Gospodarka przestrzenna w świetle wymagań strategii zrównoważonego rozwoju (red. Alina Maciejewska), 2012, s.321–334 (wsp. Anna Kiepas-Kokot)[19],
- Dynamiczny rozwój infrastruktury rowerowej w Szczecinie w latach 2011–2013. [w:] Lokalne i regionalne problemy gospodarki przestrzennej III (red. nauk. Waldemar Gulczyński). Wydawnictwo Wyższej Szkoły Biznesu w Gorzowie Wlkp., Gorzów Wlkp. 2013, s. 169–186 (wsp. Anna Kiepas-Kokot)
- Metody statystyczne w fizyce., [w:] Agrofizyka – procesy, właściwości, metody (red. J. Gliński, J. Horabik, J. Lipiec, C. Sławiński), Instytut Agrofizyki PAN, Lublin 2014, s. 186–196. ISBN 978-83-89969-34-7[20]
- Oddziaływanie słonecznego promieniowania ultrafioletowego na organizm człowieka. „Kosmos. Probl. Nauk Biol.” 2016, 65(4), s. 657-667[21]
- Photosynthetic responses of Chlorella vulgaris L. to short-term UV-B radiation exposure. „Acta Biologica Cracoviensia Series Botanica” 2018, 60/1, s. 65–71 (wsp. Antoni Murkowski)[22]
- Long wave UV-B radiation and Asahi SL modify flavonoid content and radical scavenging activity of Zea mays var. Saccharata leaves. „Acta Biologica Cracoviensia Series Botanica” 2019, 61/1 (wsp. Monika Grzeszczuk, Magdalena Barańska, Barbara Wójcik-Stopczyńska)[23]
- Impact of a longwave UV-B radiation on soybean plants grown at increased nickel concentration in soil. „J. Ecol. Eng.” 2019 20(5), s. 135–141 (wsp. Renata Matuszak-Slamani, Hubert Romanowski, Wiktor Szwarc)[24]

## Patent
- Sposób określania chłodoodporności roślin uprawnych. Zgłoszenie P.264366 z 27.02.1987. Patent nr 149391 (1990) (wsp. Antoni Murkowski)[25]

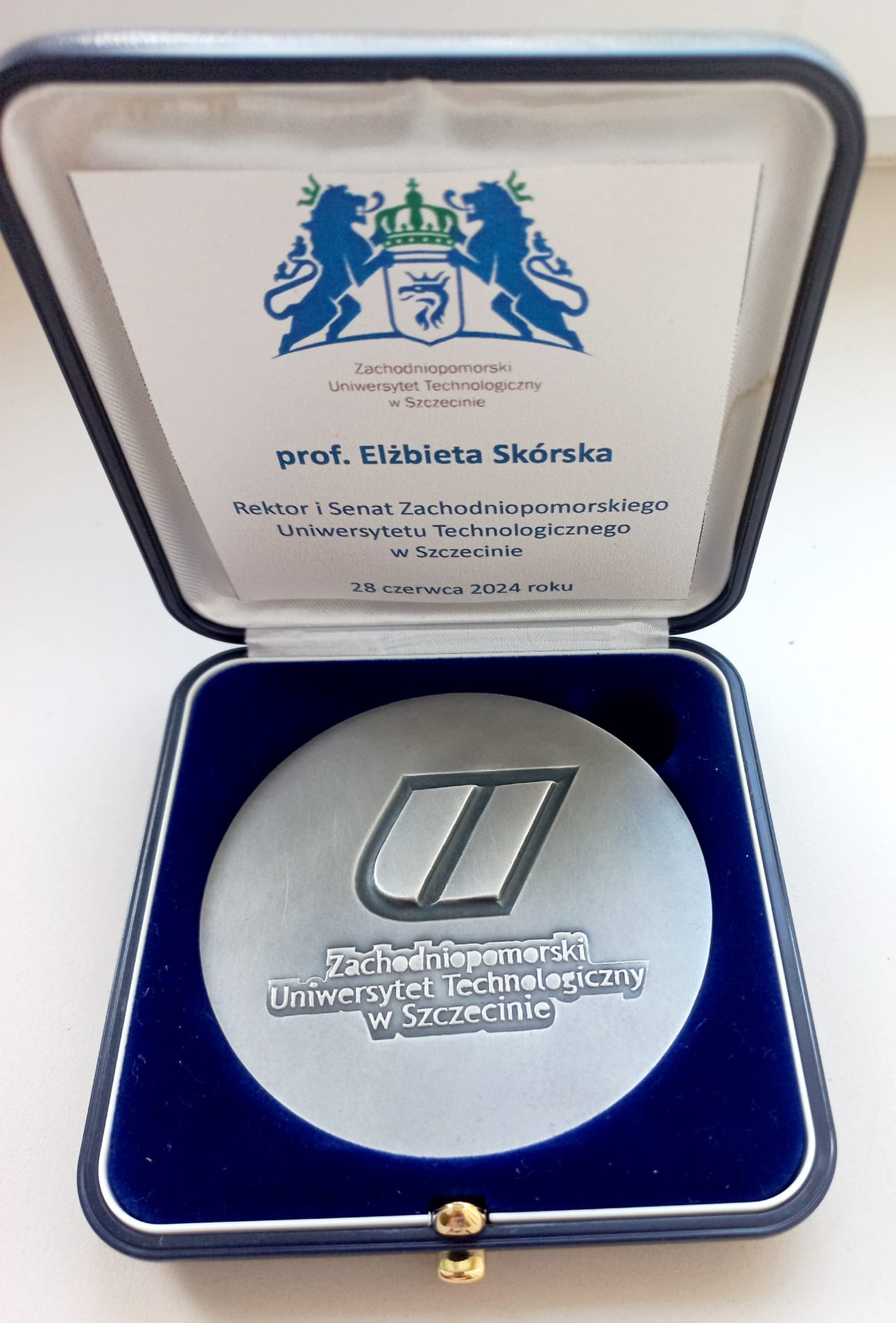
Medal Primo Loco ZUT Szczecin

## Odznaczenia
- Medal Amicus Scientiae et Veritatis przyznany przez Szczecińskie Towarzystwo Naukowe za osiągnięcia w zakresie badań nad chemiluminescencją produktów spożywczych (1990)[26]
- Brązowy Krzyż Zasługi (2000)[27]
- Medal Komisji Edukacji Narodowej (2004)[27]
- Medal Primo Loco Zachodniopomorskiego Uniwersytetu Technologicznego w Szczecinie (2024)[8]